# Église Saint-Georges de Srpska Crnja
Pour les articles homonymes, voir Église Saint-Georges.
L'église Saint-Georges de Srpska Crnja (en serbe cyrillique : Црква Светог Георгија у Српској Црњи ; en serbe latin : Crkva Svetog Georgija u Srpskoj Crnji) est une église orthodoxe serbe située à Srpska Crnja, dans la province autonome de Voïvodine, dans la municipalité de Nova Crnja et dans le district du Banat central en Serbie. Elle est inscrite sur la liste des monuments culturels de grande importance de la république de Serbie (identifiant no SK 1204).
D'après le site de l'éparchie du Banat et celui de l'Institut pour la protection du patrimoine de Zrenjanin, l'église est dédiée à saint Procope d'Antioche.

## Présentation
La date précise de la construction de l'église actuelle reste douteuse et se situe entre 1775 et 1788,.
L'édifice est constitué d'une nef unique allongée et prolongée par une abside demi-circulaire. La façade occidentale est dominée par un clocher et dotée d'un porche en saillie dont les deux colonnes soutiennent un tympan triangulaire. Les façades latérales sont décorées de pilastres peu profonds qui s'élèvent entre les fenêtres. Au niveau du toit, l'église est horizontalement rythmée par une corniche profilée.
À l'intérieur, l'iconostase de style baroque a été peinte par un artiste inconnu en 1787 ou 1788. Quinze à dix-huit icônes ont été peintes en 1853 et 1854 par Đura Jakšić, le peintre le plus important du romantisme serbe ; il a notamment réalisé trois icônes pour les trônes (celui de la Mère de Dieu et celui de l'évêque), six icônes pour le chœur et deux pour les « Portes royales » ; ces icônes sont d'autant plus importantes que Jakšić, qui était aussi écrivain et poète, a peu travaillé dans le domaine de la peinture religieuse.

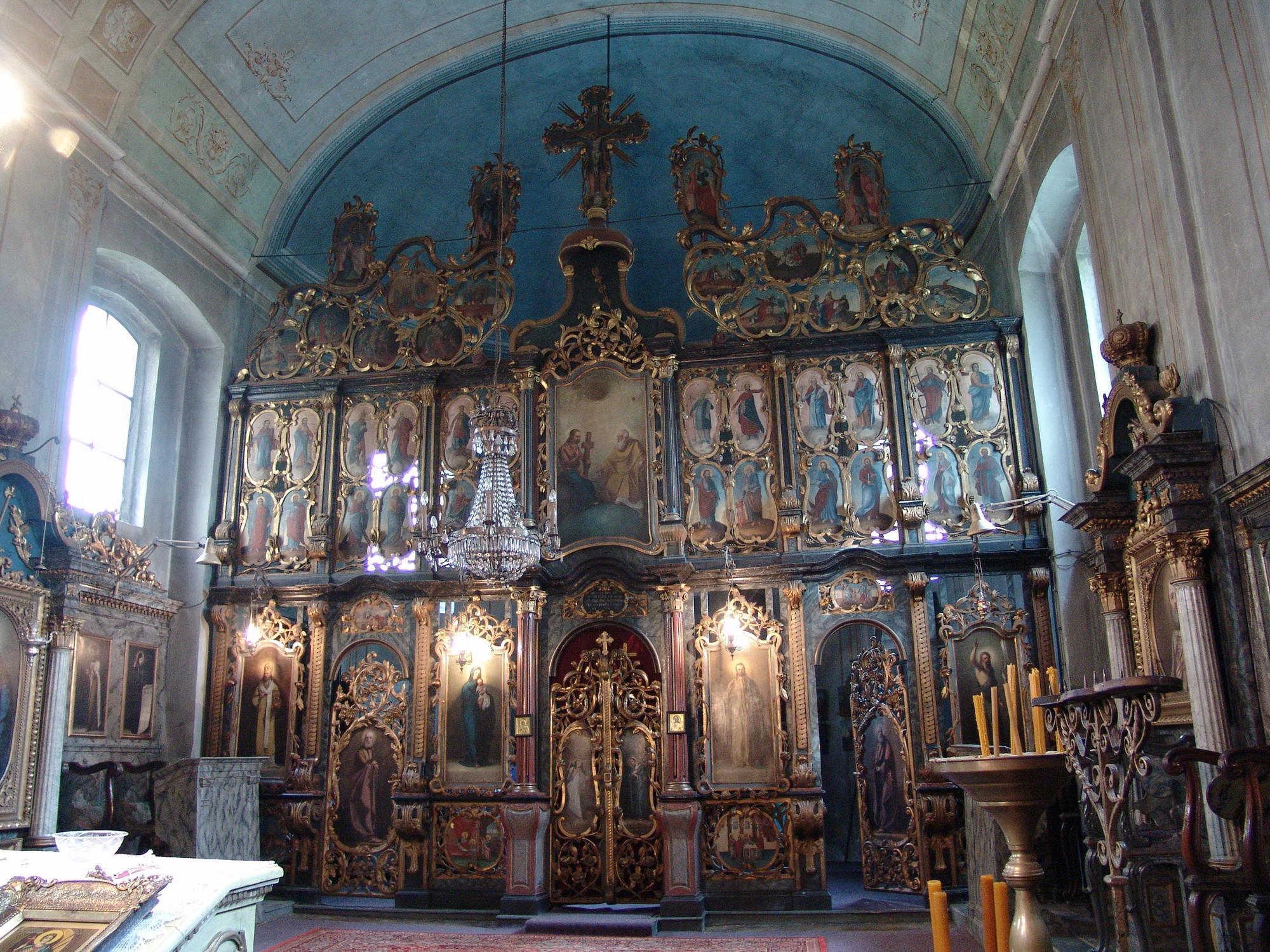
L'iconostase de l'église.